# Antônio Giusfredi
Antônio Giusfredi, född 19 maj 1908, död 10 mars 1991, var en friidrottare från Brasilien. Han deltog vid olympiska sommarspelen 1932.